# Zardab
Zardab (en azerí Zərdab) es una localidad de Azerbaiyán, capital del raión homónimo.
Se encuentra a una altitud de -3 m sobre el nivel del mar. 

## Demografía
Según estimación 2010 contaba con 11658 habitantes.